# Улица Кирова (Ялта)
Улица Кирова — улица Ялты. Проходит через центральную часть города как продолжение Садовой улицы от Морской улицы на запад до границы города в районе «Поляны сказок». Важная транспортная магистраль города, самая длинная городская улица.
Движение транспорта по улице двустороннее. По улице проходит маршрут троллейбуса

## История
Прежняя дорога из деревни Аутка (ныне в черте города) в Дерекой (ныне городской район).
С 1880-х годов район улицы стал застраиваться дачами российской аристократии и творческой интеллигенции. Часть дороги была поименована как Аутская улица, другая часть — получила название Садовой. Значение улицы в городской инфраструктуре росло.
На улице было возведено здание мужской гимназии
Современное название улица получила в годы советской власти.

## Известные жители

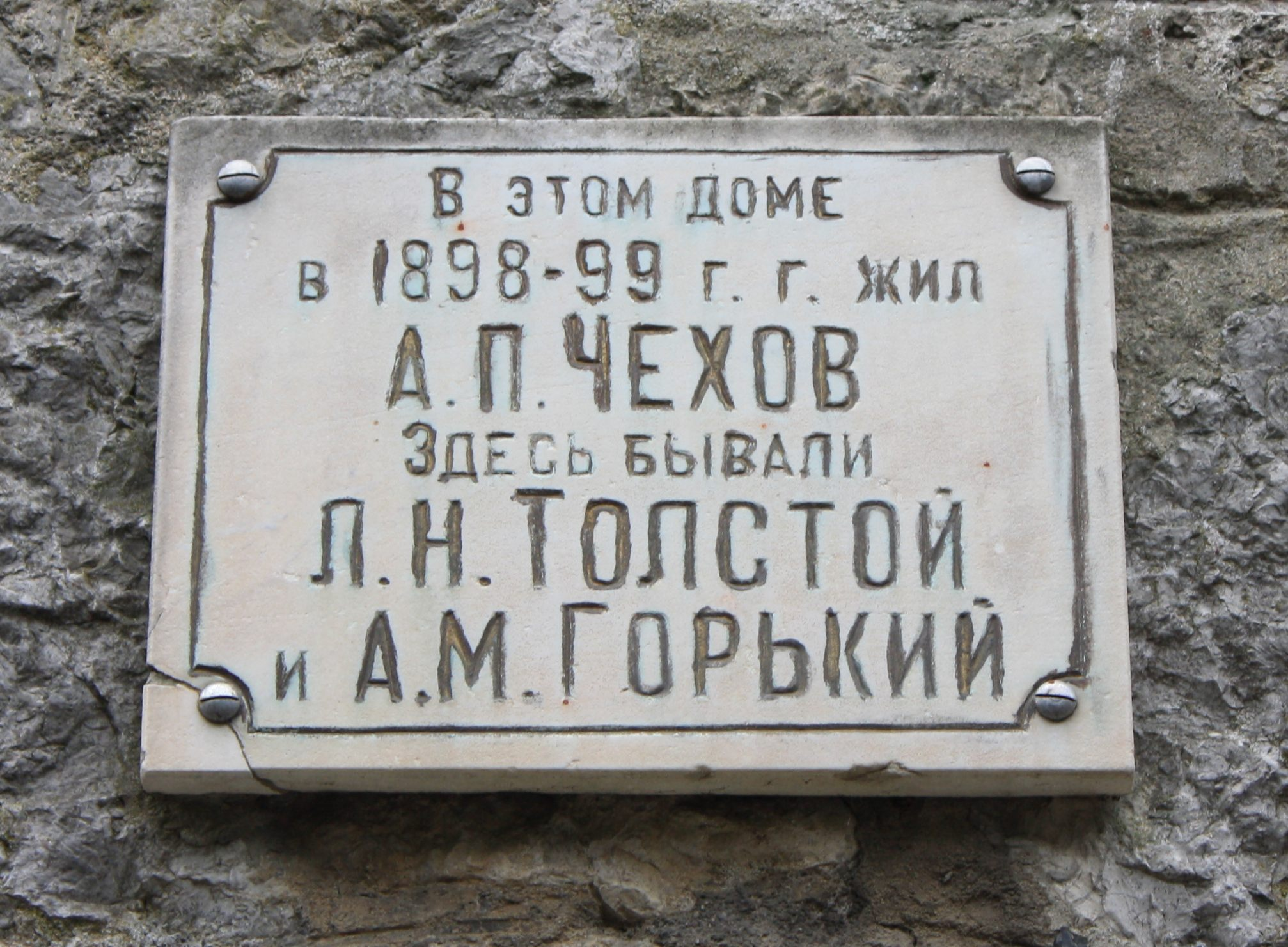
Памятная табличка на Даче Омюр

д. 13 — Александр Львович Бертье-Делагард
д. 17 — Василий Сергеевич Калинников (мемориальная доска)
д. 32 («дача Омюр») — А. П. Чехов
д. 36 — П. К. Тербенёв, Николай Крючков

## Достопримечательности

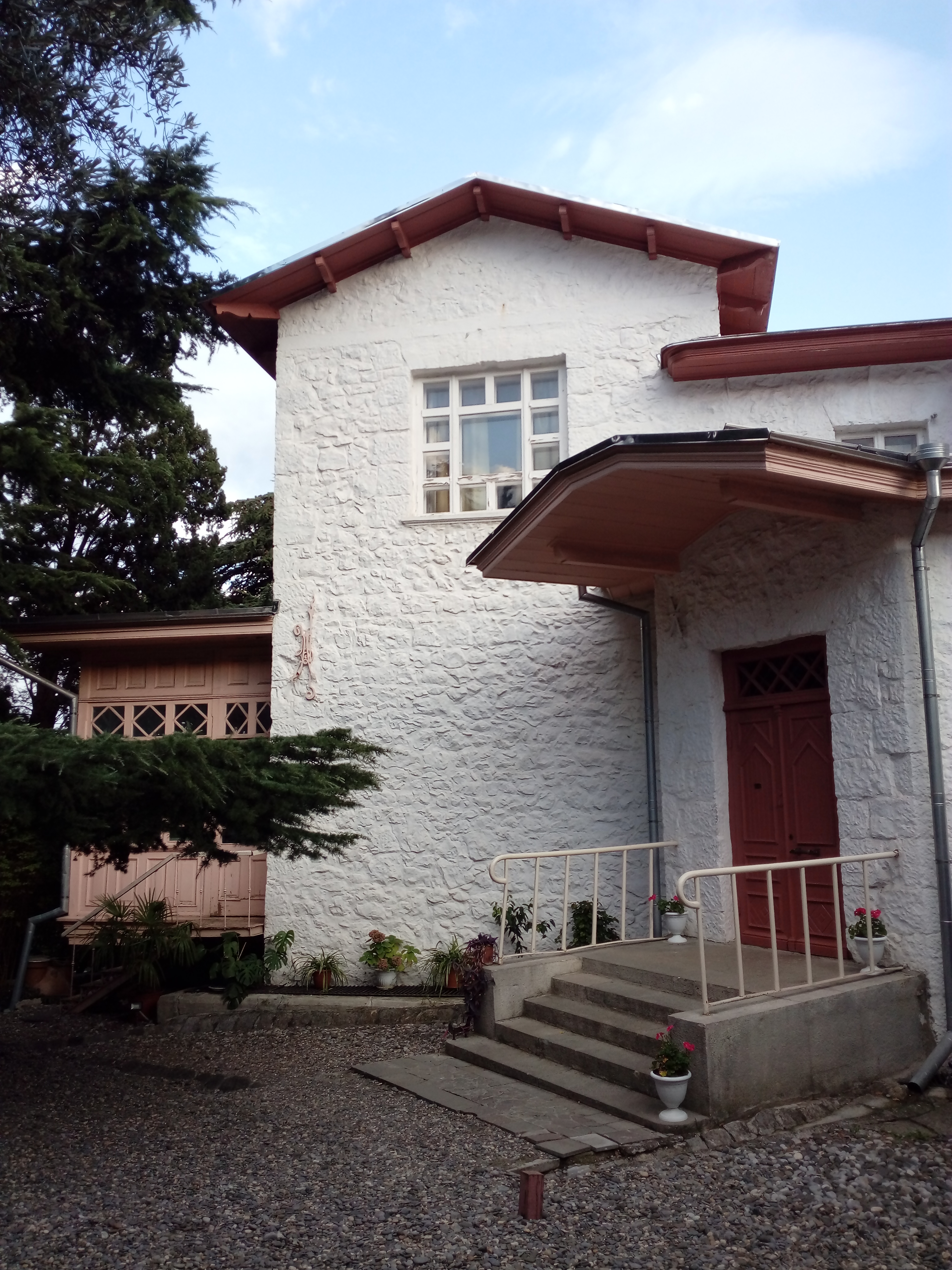
Дом А. П. Чехова

д. 31 — Федеральное государственное бюджетное учреждение науки «Всероссийский национальный научно-исследовательский институт виноградарства и виноделия „Магарач“ РАН»
д. 112 — Дом-музей А. П. Чехова в Ялте
д. 154 — «Поляна сказок»